# Z 26700
La Z 26700, également appelée Oxygène et anciennement appelée Confort200 ou automotrice de moyenne et longue distance (AMLD), est un futur train de la SNCF, qui sera construit par le fabricant basque espagnol CAF et sa filiale CAF France à Bagnères-de-Bigorre et Reichshoffen. Il devra desservir la ligne Paris – Clermont-Ferrand et la ligne Paris – Orléans – Limoges – Toulouse (POLT). Le contrat, signé en 2019, porte sur une commande de 28 rames, mais prévoit également des tranches optionnelles allant jusqu'à 75 rames. En 2023, une option a été levée pour la ligne Bordeaux – Marseille.

## Histoire
Après la signature d'une convention entre l'État et la SNCF pour soutenir l'exploitation des Intercités en 2010, la SNCF réfléchit à partir de 2012 au renouvellement du matériel Intercités arrivant en fin de vie. Fin 2012, la SNCF envisage d'utiliser des rames TGV Sud-Est rénovées pour les Intercités avant de se voir attribuer une enveloppe budgétaire par l'État pour une commande de nouveaux matériels.
Une commande est passée à Alstom en 2013 pour 34 Coradia Liner, version Intercités du Régiolis,. Les premiers exemplaires sont livrés en novembre 2016 et une commande supplémentaire de 30 rames est passée en avril 2017.
Les Coradia Liner étant limités à 160 km/h, un appel d'offres est lancé en septembre 2016 pour un matériel apte à 200 km/h destiné au renouvellement des Intercités Paris – Toulouse, Bordeaux – Marseille et Paris – Clermont-Ferrand. Courant 2019, c'est l'entreprise CAF qui remporte le marché,. La commande passée le 24 octobre de la même année comprend 28 rames en commande ferme et 75 en option, pour un montant pouvant atteindre 750 millions d'euros avec ces dernières. Le coût unitaire de la rame n'a pas été révélé, certains observateurs l'estiment à moins de 10 millions d'euros, hors frais fixes.
Ce choix est rapidement critiqué par les syndicats d'Alstom et plus particulièrement du site de Reichshoffen car il menacerait des centaines d'emplois, accusation à laquelle CAF répondra que cette offre permettra en revanche de créer 250 emplois dans son site CAF France de Bagnères-de-Bigorre. La situation est comparée à celle de l'appel d'offres plus grand du RER NG trois ans auparavant où l'offre du consortium Alstom-Bombardier a gagné.

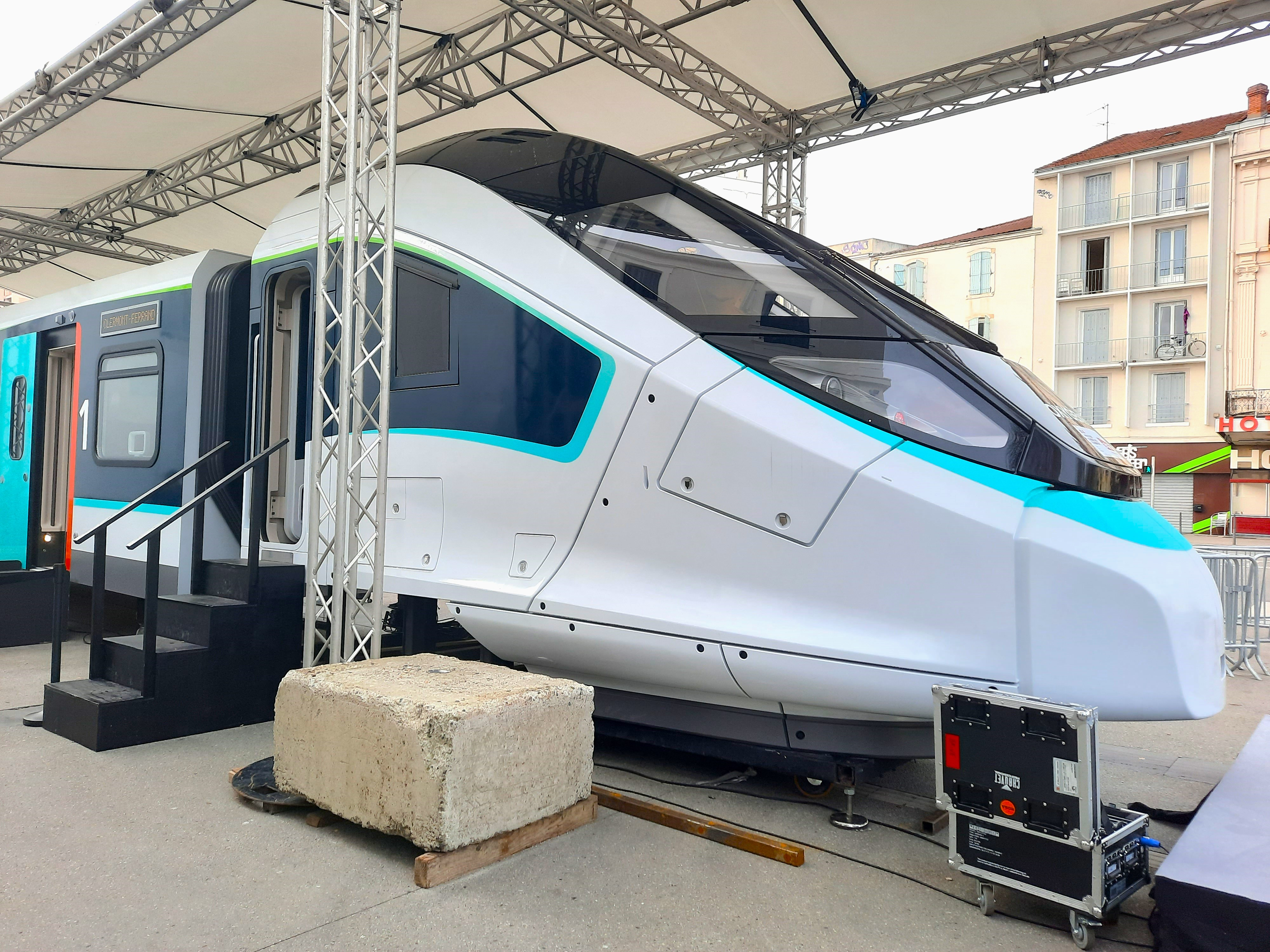
Maquette taille réelle lors d'une présentation à Clermont-Ferrand.

Le 6 décembre 2022, une maquette à échelle 1 est dévoilée en gare de Brive-la-Gaillarde dévoilant l'intérieur et l'extérieur des nouvelles rames, ainsi que son nom de baptême Oxygène. Sa livrée, blanche et noire avec des inserts bleu-vert, a fait l'objet d'une consultation début 2021. Initialement, la mise en service de ce train devait se dérouler entre 2024 et 2026 avec un déploiement envisagé à l'été 2024 sur la ligne POLT et à l'été 2025 pour la ligne Paris – Clermont-Ferrand,.
En 2023, une tranche optionnelle d'une vingtaine de rames pour la desserte de la ligne Bordeaux – Marseille est commandée. Par ailleurs, à la suite de la reprise de l'usine de Reichshoffen par CAF France, seules les huit premières rames du contrat seront fabriquées à Bagnères-de-Bigorre, le reste étant produit à Reichshoffen.
En juillet 2023, une rame d'essai est acheminée par convoi ferré au circuit d'essai ferroviaire de Velim,.
En avril 2024, CAF annonce un retard sur le déploiement des rames dû à des problèmes techniques au niveau des freins et des moteurs. Leur livraison est reportée à décembre 2026,.
En avril 2025, la première rame est livrée à la SNCF. Elles sont nommées, au sein de la classification de la SNCF, Z 26700.

## Configuration prévue
Ces nouvelles rames seront conçues pour effectuer des distances moyennes ou longues sur les lignes classiques du réseau ferré français. Il s'agira de rames articulées de 10 caisses sur une longueur de 188 m. La configuration retenue pour les 28 rames de la tranche ferme proposera 420 places assises dont 103 en 1ère classe en intégrant un espace pour la logistique du service de bar ambulant. Ce train pourra atteindre la vitesse de 200 km/h et proposer un confort et des équipements intérieurs de haut niveau tels que des sièges ergonomiques, la connexion Wi-Fi, des prises électriques et des ports USB, des liseuses ou des tablettes multiples. Toutes les voitures seront équipées d'écrans pour diffuser des informations aux voyageurs durant le trajet.

## Futures lignes desservies
- Paris-Bercy – Clermont-Ferrand  (200 km/h de Saincaize à St Germain des fossés)
- Paris-Austerlitz – Toulouse via Limoges et Brive (200 km/h d'Étampes aux Aubrais, et des Aubrais à Vierzon, Châteauroux).
- Bordeaux – Marseille.